# WWE Intercontinental Championship
WWE Intercontinental Championship – tytuł mistrzowski profesjonalnego wrestlingu stworzony i promowany przez federację WWE w brandzie Raw. Jest jednym z trzech drugorzędnych solowych tytułów w federacji.
Mistrzostwo zostało wprowadzone przez World Wrestling Federation (WWF) 1 września 1979, zaś inauguracyjnym mistrzem był Pat Patterson, który zunifikował WWF North American Heavyweight i South American Heavyweight Championship. Jest to obecnie trzecie najstarsze mistrzostwo WWE, tuż za WWE Championship (1963) i United States Championship (1975). Pomimo że jest generalnie broniony w początku lub środku karty walk, tytuł był broniony w walkach wieczoru WrestleManii VI, SummerSlam 1992, trzeciej i ósmej gali z cyklu In Your House oraz Backlash 2001. Mistrzostwo jest określane jako odskocznia od WWE Championship.

## Etymologia
Termin „intercontinental” w nazwie tytułu oryginalnie odnosił się do północnej i południowej Ameryki. W 1985 wygląd tytułu się zmienił, gdzie na środkowej płycie pasa ukazano Ocean Atlantycki, a także (prócz Ameryki), wschodnią Afrykę i Europę. 10 kwietnia 1989, mistrzostwo było po raz pierwszy bronione poza Północną Ameryką, gdzie Rick Rude zmierzył się z The Ultimate Warriorem w Mediolanie we Włoszech. 30 marca 1991, Mr. Perfect bronił mistrzostwa po raz pierwszy w Azji przeciwko The Texas Tornado w Tokio w Japonii. Tytuł po raz pierwszy zawędrował do Afryki, gdzie Rocky Maivia zmierzył się z Savio Vegą w Durban, Południowej Afryce. Shelton Benjamin po raz pierwszy bronił mistrzostwa w Australii 7 kwietnia 2006, walcząc ze Snitskym w Brisbane.

## Historia

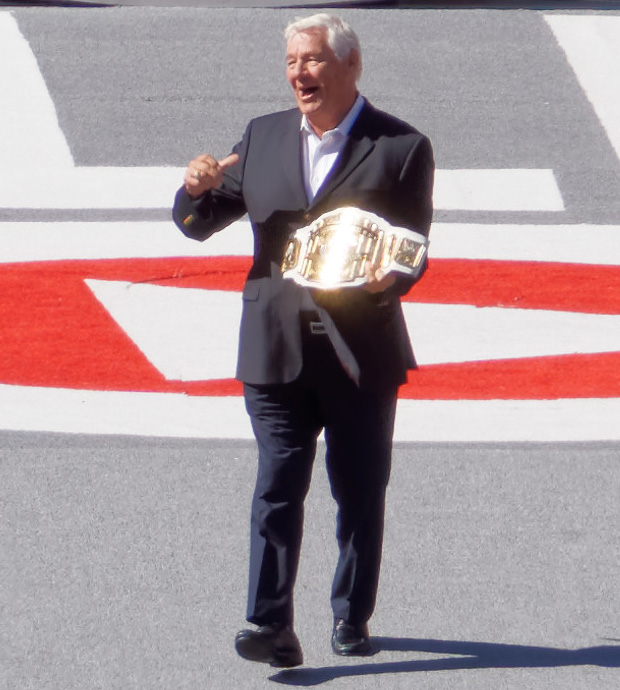
Pat Patterson, pierwszy Intercontinental Champion i WWE Hall of Famer

WWF North American Heavyweight Champion Pat Patterson stał się pierwszym mistrzem 1 września 1979. Założono, że zunifikował tytuł wraz z South American Heavyweight Championship, w turnieju w Rio de Janeiro, pomimo że turniej był tak naprawdę fikcyjny.
19 października 1999 Chyna stała się pierwszą jedyną żeńską posiadaczką Intercontinental Championship; pokonała Jeffa Jarretta na gali No Mercy. Po kupnie World Championship Wrestling (WCW) przez WWF w marcu 2001, pół roku później tytuł został zunifikowany z WCW United States Championship podczas gali Survivor Series 2001, tym samym dezaktywując United States Championship. Posiadacz tego pasa Edge pokonał Intercontinental Championa Testa.
W 2002 generalny menadżer brandu Raw Eric Bischoff zaczął unifikować pojedyncze tytuły w jego brandzie. 22 lipca 2002 ogłosił, że Intercontinental Championship zostanie zunifikowane z European Championship w ladder matchu; Intercontinental Champion Rob Van Dam pokonał European Championa Jeffa Hardy’ego. 19 sierpnia 2002 Bischoff ogłosił sześciominutowy gauntlet match o Hardcore Championship, gdzie zwycięzca spotkał się z Van Damem w drugim przyszłotygodniowym unifikacyjnym meczu. Tommy Dreamer obronił tytuł, lecz stracił go na rzecz Van Dama w hardcore matchu. W rezultacie przez wygraną nad Hardym i Dreamerem, Van Dam stał się ostatnim European i Hardcore Championem w historii WWE; były to kolejno jego pierwsze i czwarte panowanie nad tytułami, które od razu zdezaktywowano. 30 września 2002 Eric Bischoff ogłosił, że odbędzie się jeszcze jeden mecz unifikujący. W tej walce Intercontinental Championship miał zostać zunifikowany wraz z reaktywowanym World Heavyweight Championship, który Triple H otrzymał od Bischoffa na początku września. Walka ta odbyła się na gali No Mercy, gdzie Triple H pokonał Intercontinental Championa Kane’a i stał się posiadaczem jedynego pojedynczego tytułu w brandzie Raw.
5 maja 2003 współ-generalny menadżer Raw Stone Cold Steve Austin reaktywował Intercontinental Championship, a także ogłosił wyznaczył Battle Royal o mistrzostwo na gali Judgment Day. Tytuł wygrał Christian, a tytuł przywrócono jako drugorzędny dla wrestlerów z brandu Raw. WWE postanowiło to samo zrobić dla przeciwnego rosteru SmackDown reaktywowując WWE United States Championship, kontynuując rodowód starego tytułu WCW pod tą samą nazwą (tak samo jak w przypadku WCW Cruiserweight Championship na WWE Cruiserweight Championship).

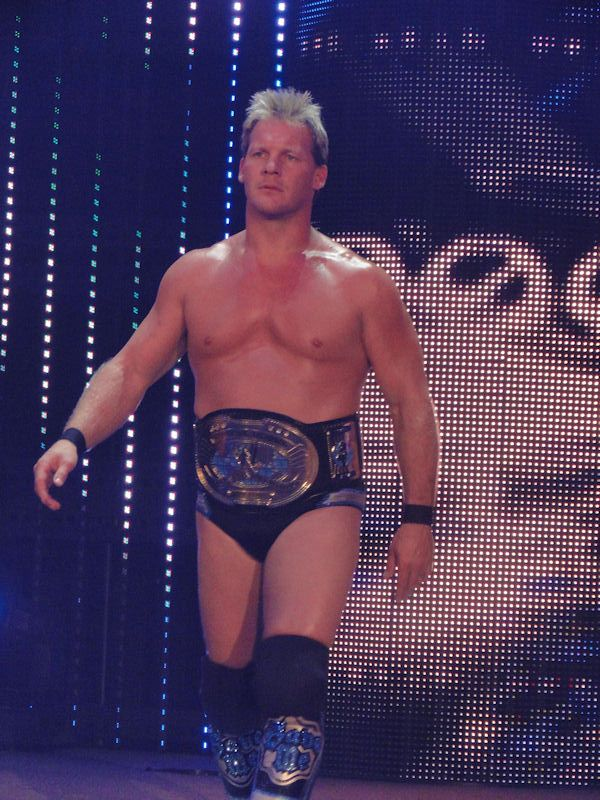
Chris Jericho posiadał tytuł rekordowo dziewięć razy.

Podczas draftu z 13 kwietnia 2009, panujący mistrz Rey Mysterio został przeniesiony do rosteru SmackDown, przez co Intercontinental Championship stało się ekskluzywne dla tego brandu. 2 października 2011 na gali Hell in a CellCody Rhodes ukazał nową zmodyfikowaną wersję klasycznego pasa z białym pasem i aktualnym logiem WWE wraz z innymi małymi zmianami. Od 29 sierpnia 2011 po zakończeniu podziału WWE na brandy, tytuł i jego posiadacze mogli pojawiać się na tygodniówkach Raw i SmackDown. 18 sierpnia 2014 wygląd Intercontinental Championship (i innych aktywnych mistrzostw w WWE) został odświeżony o nowe logo federacji. 31 maja 2015, mistrzostwo było po raz pierwszy bronione w Elimination Chamber matchu.
W lipcu 2016 federacja przywróciła podział na brandy, gdzie Intercontinental Champion The Miz został przeniesiony wraz z tytułem na SmackDown. W kwietniu 2017 przywrócono tytuł do rosteru Raw wraz z przeniesieniem jego posiadacza Deana Ambrose’a. W następnych latach tytuł był wymieniany pomiędzy Raw i SmackDown, a obecnie jest własnością tego drugiego.
22 listopada 2019 roku w odcinku SmackDown, Sami Zayn zaprezentował nowy projekt pasa mistrzowi Shinsuke Nakamurze. Przeprojektowane mistrzostwo Intercontinental powróciło do czarnego paska z całkowicie nową płytą środkową o nieregularnym kształcie. Środkowa część płyty środkowej ma kształt owalny. W górnej połowie owalu znajduje się napis „Intercontinental”, a w dolnej połowie napis „Champion”; napis „Heavyweight” znajduje się na banerze po wewnętrznej stronie owalu nad słowem „Champion”. W centrum owalu znajduje się kształt rombu, przedstawiający ring wrestlingowy widziany z góry, z logo WWE na kuli. Po bokach środkowej płyty znajdują się dwie połówki kuli ziemskiej. Po lewej stronie znajdują się kontynenty Ameryki Północnej i Południowej oraz Afryki i Europy, podczas gdy kula ziemska po lewej przedstawia Azję i Australię; oba globusy przedstawiają część Antarktydy. Reszta środkowej płyty jest wypełniona ozdobami. Podobnie jak większość innych mistrzostw WWE, pas ma dwie boczne płyty ze zdejmowaną częścią środkową, którą można spersonalizować za pomocą logo mistrza; domyślne płyty boczne składają się z logo WWE na kuli. 30 września 2024 roku na odcinku Raw, po tym jak Jey Uso wygrał mistrzostwo nad Bronem Breakkerem tydzień wcześniej, mistrzostwo uległo niewielkim zmianom poprzez dodanie niebieskiego koloru do kul w centralnej płycie.

## Przynależność mistrzostwa
Wraz z pierwszym podziałem WWE na brandy, które miało miejsce 25 marca 2002, wszystkie tytuły stały się ekskluzywne dla brandu Raw lub SmackDown!. Podział został zniesiony 29 sierpnia 2011, lecz 19 lipca 2016 został przywrócony.
| Kolory | Kolory                                                |
| ------ | ----------------------------------------------------- |
|        | Mistrzostwo zostało przeniesione do brandu Raw.       |
|        | Mistrzostwo zostało przeniesione do brandu SmackDown. |

| Data przeniesienia   | Notka |
| -------------------- | --- |
| 25 marca 2002        | Rob Van Dam został przeniesiony na Raw, będąc Intercontinental Championem.                                                                                            |
| 30 lipca 2002        | Chris Benoit był członkiem SmackDown!, więc tytuł przeniósł się do owego brandu.                                                                                      |
| 25 sierpnia 2002     | Rob Van Dam odzyskał mistrzostwo, przywracając je na Raw. |
| 20 października 2002 | Na gali No Mercy, Triple H zunifikował mistrzostwo z World Heavyweight Championship, wskutek czego mistrzostwo interkontynentalne zostało zdezaktywowane.             |
| 5 maja 2003          | Współ-generalny menadżer brandu Raw Stone Cold Steve Austin przywrócił mistrzostwo na własność brandu Raw.                                                            |
| 13 kwietnia 2009     | Podczas draftu z 2009, Intercontinental Champion Rey Mysterio został przeniesiony do rosteru SmackDown wraz z tytułem. Tytuł pozostał na SmackDown do końca podziału. |
| 29 sierpnia 2011     | Zakończenie pierwszego podziału na brandy. Intercontinental Champion mógł pojawiać się na tygodniówkach Raw i SmackDown.                                              |
| 19 lipca 2016        | Przywrócenie podziału na brandy. Intercontinental Champion The Miz został przeniesiony na SmackDown podczas draftu.                                                   |
| 10 kwietnia 2017     | Intercontinental Champion Dean Ambrose został przeniesiony do brandu Raw podczas Superstar Shake-up.                                                                  |
| 16 kwietnia 2019     | Intercontinental Champion Finn Balor został przeniesiony do SmackDown podczas Superstar Shake-up.                                                                     |
| 8 maja 2023          | Intercontinental Champion Gunther został przeniesiony do brandu Raw podczas draftu.                                                                                   |

## Panowania
Pierwszym mistrzem był Pat Patterson, który będąc WWF North American Championem we wrześniu 1979 był deklarowany jako „South American Heavyweight Champion” po „wygraniu” fikcyjnego turnieju w Rio de Janeiro. Patterson zunifikował dwa tytuły w Intercontinental Championship.
Oficjalnie jest 92 różnych mistrzów. Chris Jericho posiadał pas rekordowe dziewięć razy. Wynoszące 666 dni panowanie Gunthera jest najdłuższym w historii tytułu, zarówno jako pojedyncze panowanie, jak i poprzez skumulowane dni. Przed tym Pedro Morales był mistrzem przez łącznie 619 dni w trakcie dwóch panowań i utrzymywał ten rekord przez ponad 41 lat. Dean Douglas miał najkrótsze panowanie, które wynosiło 13 minut 52 sekund. Chyna była jedyną kobietą, która zdobyła ten tytuł. Najmłodszym mistrzem był Jeff Hardy, który wygrał mistrzostwo w wieku 23 lat, zaś najstarszym był Ric Flair, który wygrał na gali Unforgiven 2005 w wieku 56 lat. Tytuł był wakowany dziesięć razy. Tylko pięciu mężczyzn posiadało ten tytuł nieprzerwanie przez rok (365 dni) lub dłużej: Pedro Morales, Don Muraco, Randy Savage, The Honky Tonk Man i Gunther.
Obecnym mistrzem jest Dominik Mysterio, który jest w swoim pierwszym panowaniu. Pokonał poprzedniego mistrza Brona Breakkera, Pentę i Finna Bálora w Fatal 4-way matchu na drugiej nocy WrestleManii 41, 20 kwietnia 2025.